# Schmidt-Rubin

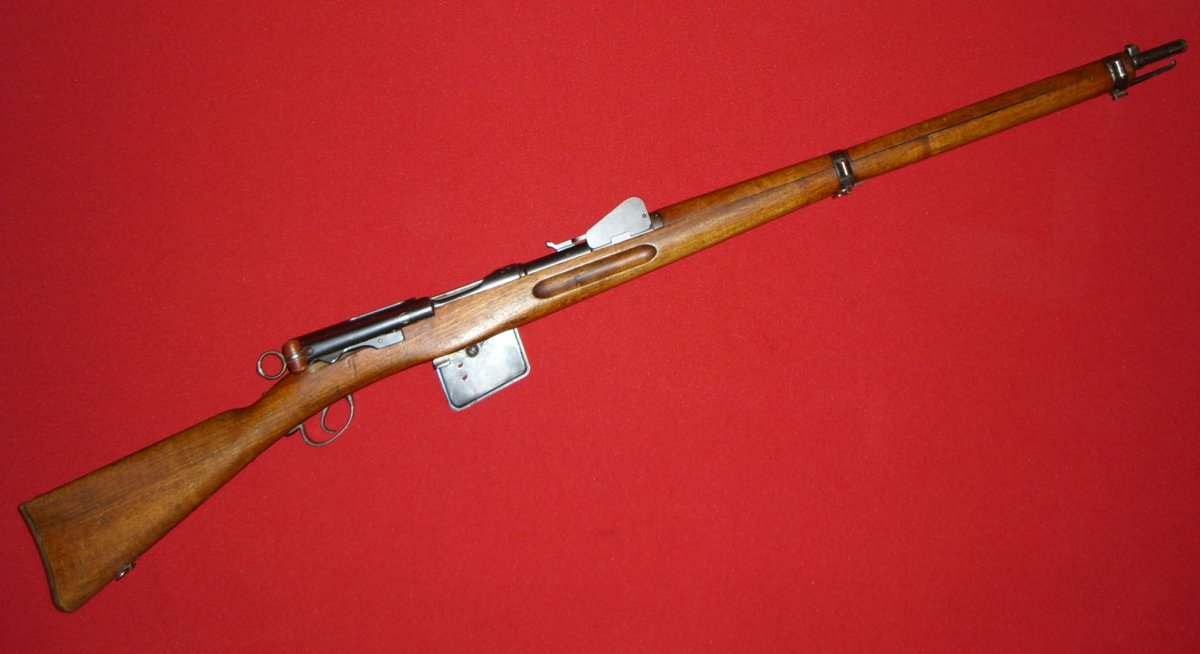
Infanteriegewehr Modell 1889

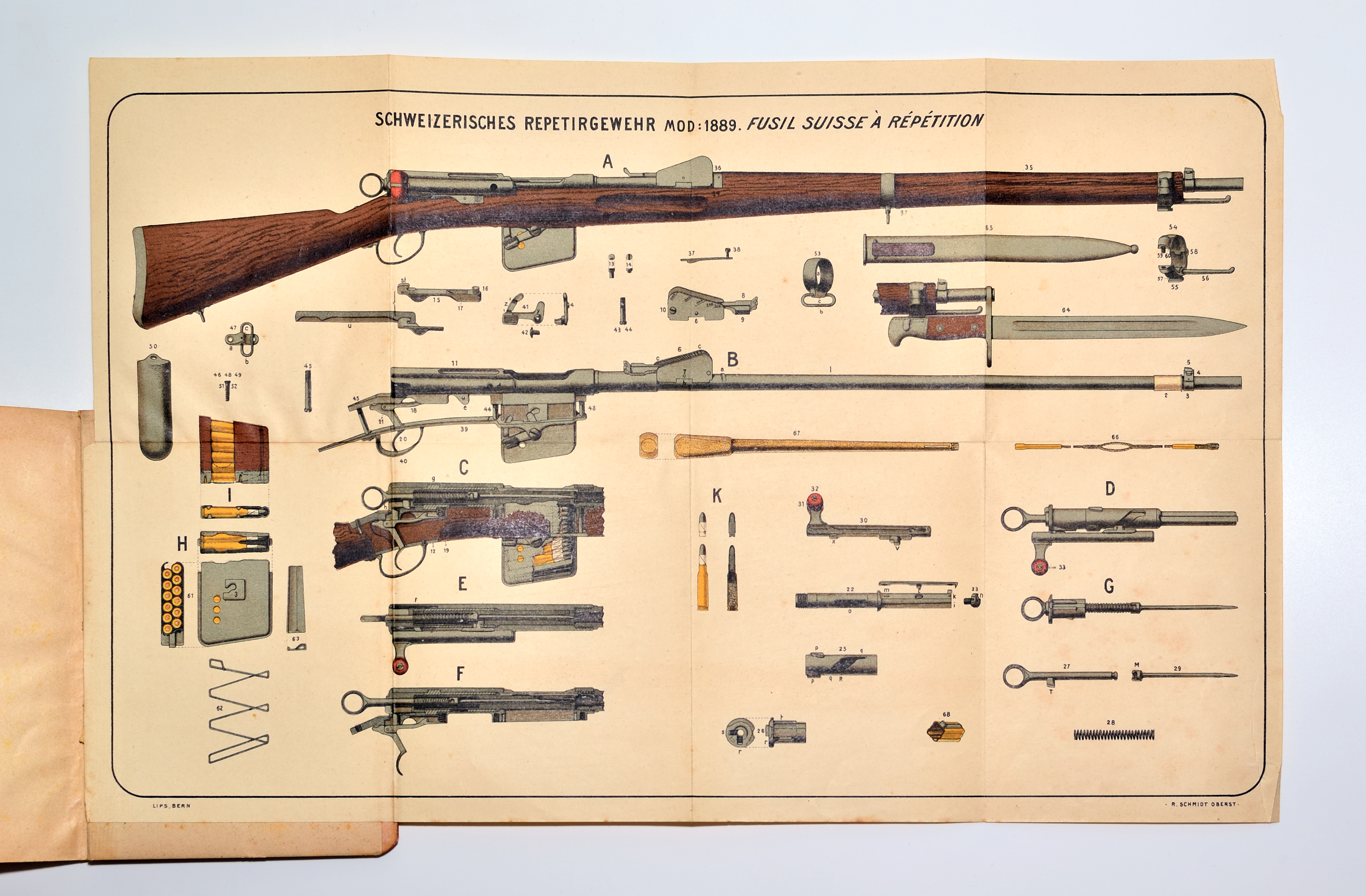
Gewehr M1889, Detailzeichnung

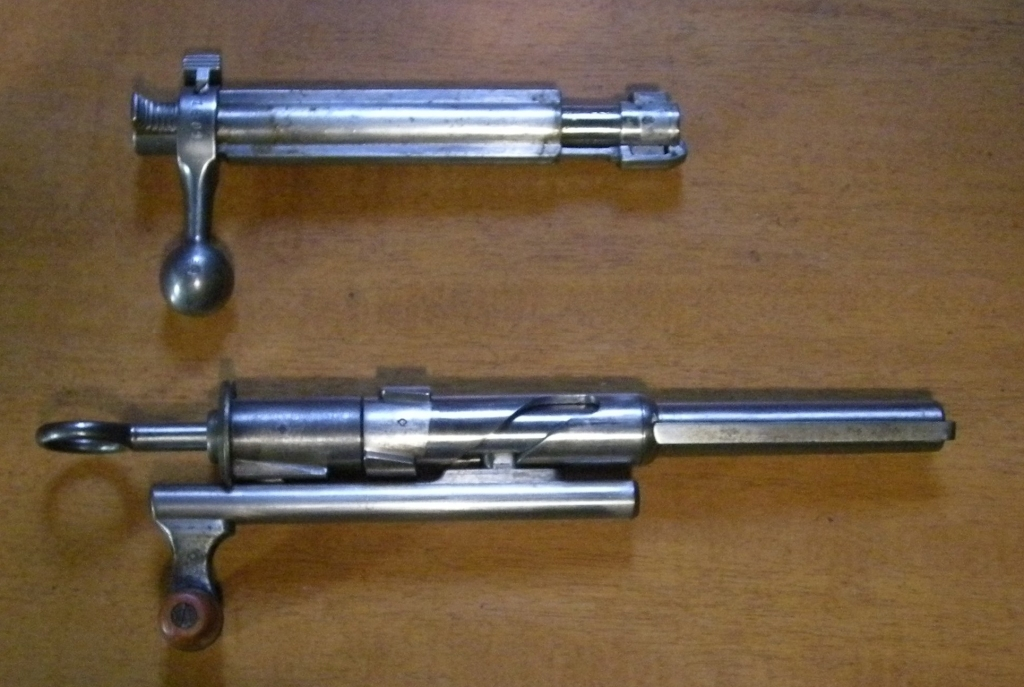
Geradezugverschlüsse, oben Mannlicher, unten Schmidt-Rubin 1889 (Verriegelungsblöcke in der Mitte der Verschlusshülse)

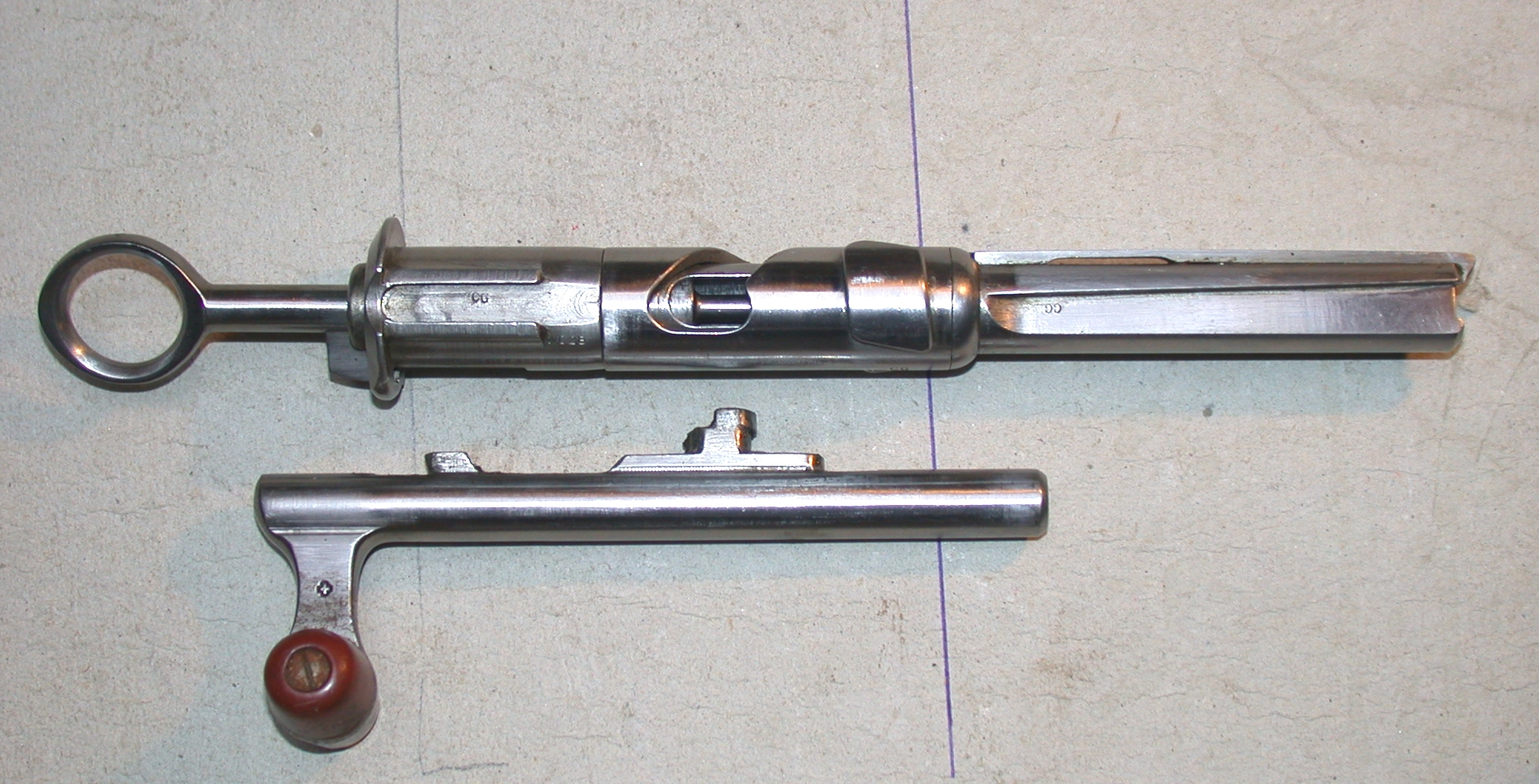
Geradzugverschluss Schmidt-Rubin 1911, Verriegelungsblöcke vorn auf der Verschlusshülse

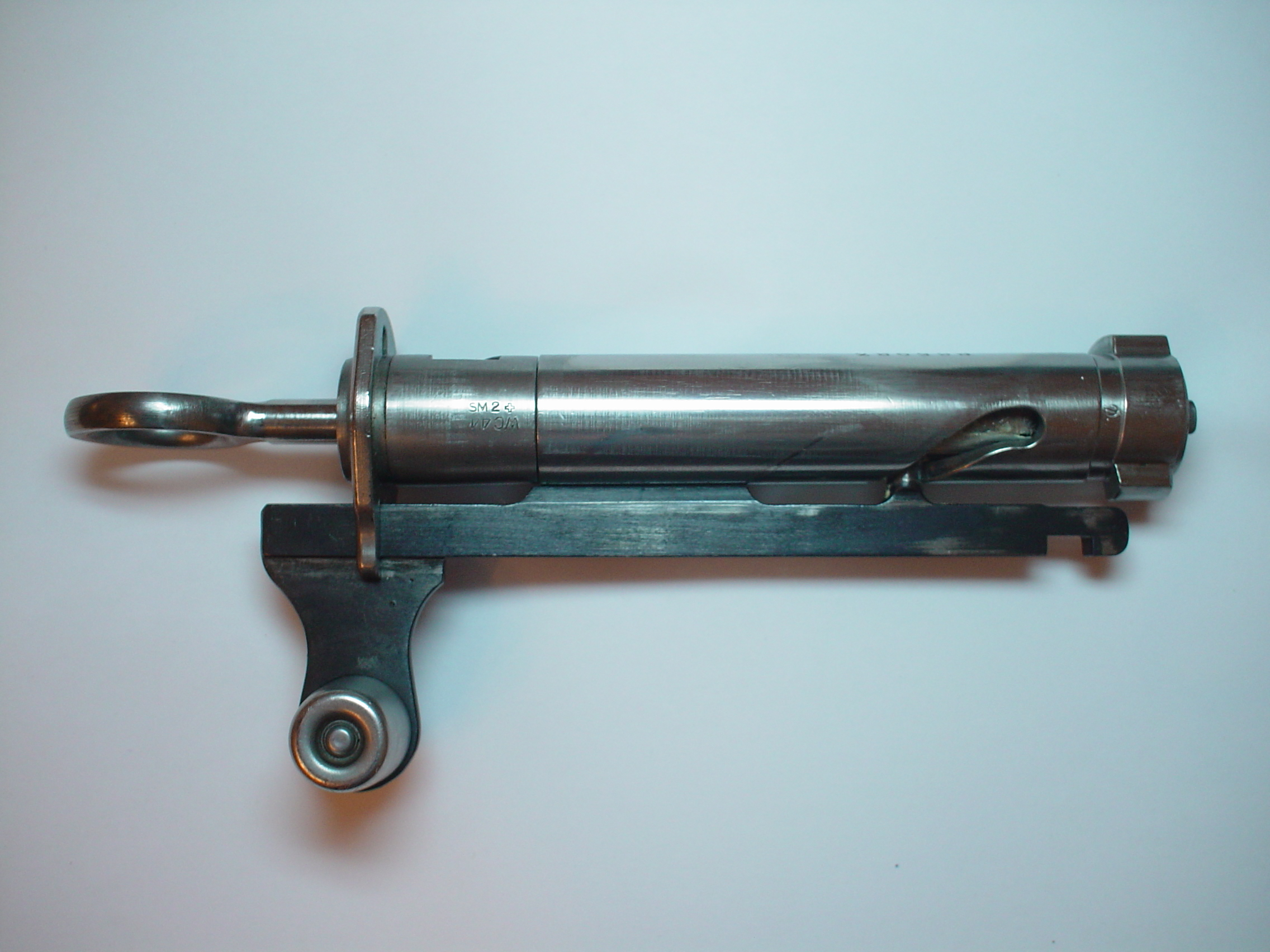
Verschluss K31, Verriegelung direkt hinter dem Laufende

Schmidt-Rubin ist die Bezeichnung für ein Gewehrsystem der Schweizer Armee.
Das Infanteriegewehr 1889 des Schweizer Konstrukteurs Rudolf Schmidt löste ab 1889 das Vorgängersystem Vetterli ab. Die dazugehörige Patrone 7,5 mm GP 90 und die weiterentwickelte 7,5 × 55 mm Swiss (GP 11) entwickelte Eduard Rubin. So kam die Bezeichnung Schmidt-Rubin zustande.
Das hervorstechendste Merkmal dieses Gewehrtyps ist der Geradzugverschluss, der ähnlich dem System Mannlicher das Nachladen mit einer zwar kräftigen, aber schnellen Zug-Stoss-Bewegung ermöglicht.
Die erste von Schmidt und Rubin entwickelte Waffe war das Infanteriegewehr Modell 1889. Das Magazin der Waffe fasste 12 Schuss, es konnte mit der Betätigung eines unten rechts an der Magazinöffnung angebrachten Schiebers  abgesenkt werden, um das Zuführen einer Patrone durch die Ladebewegung zu vermeiden (siehe Detailzeichnung). Die Waffe wurde so bei vollem Magazin zum Einzellader. Zum Entfernen des Magazins musste der Schieber weiter heruntergezogen werden.
Später wurde das System durch Adolf Furrer weiterentwickelt und als Karabiner Modell 1931 zur Ordonnanz angenommen.
Die Schmidt-Rubin-Repetiergewehre inklusive der Karabiner 31 wurden ab 1959 durch das Sturmgewehr 57 als persönliche Waffe abgelöst.

## Modelle

### Kaliber 7,5 × 53,5 mm
- Infanteriegewehr Modell 1889
- Infanteriegewehr Modell 1896
- Kadettengewehr Modell 1897
- Kurzes Schweizer Gewehr Modell 1889/00
- Karabiner Modell 1905

### Kaliber 7,5 × 55 mm
- Infanteriegewehr Modell 1896/11
- Karabiner Modell 1900/05/1911
- Karabiner Modell 1911
- Infanteriegewehr Modell 1911 («Langgewehr 11»)
- Karabiner Modell 1931
  - ZF-Karabiner Modell K31/42 -1,8fach
  - ZF-Karabiner Modell K31/43 -2,8fach
  - ZF-Karabiner Modell 55